# Рівненське плато

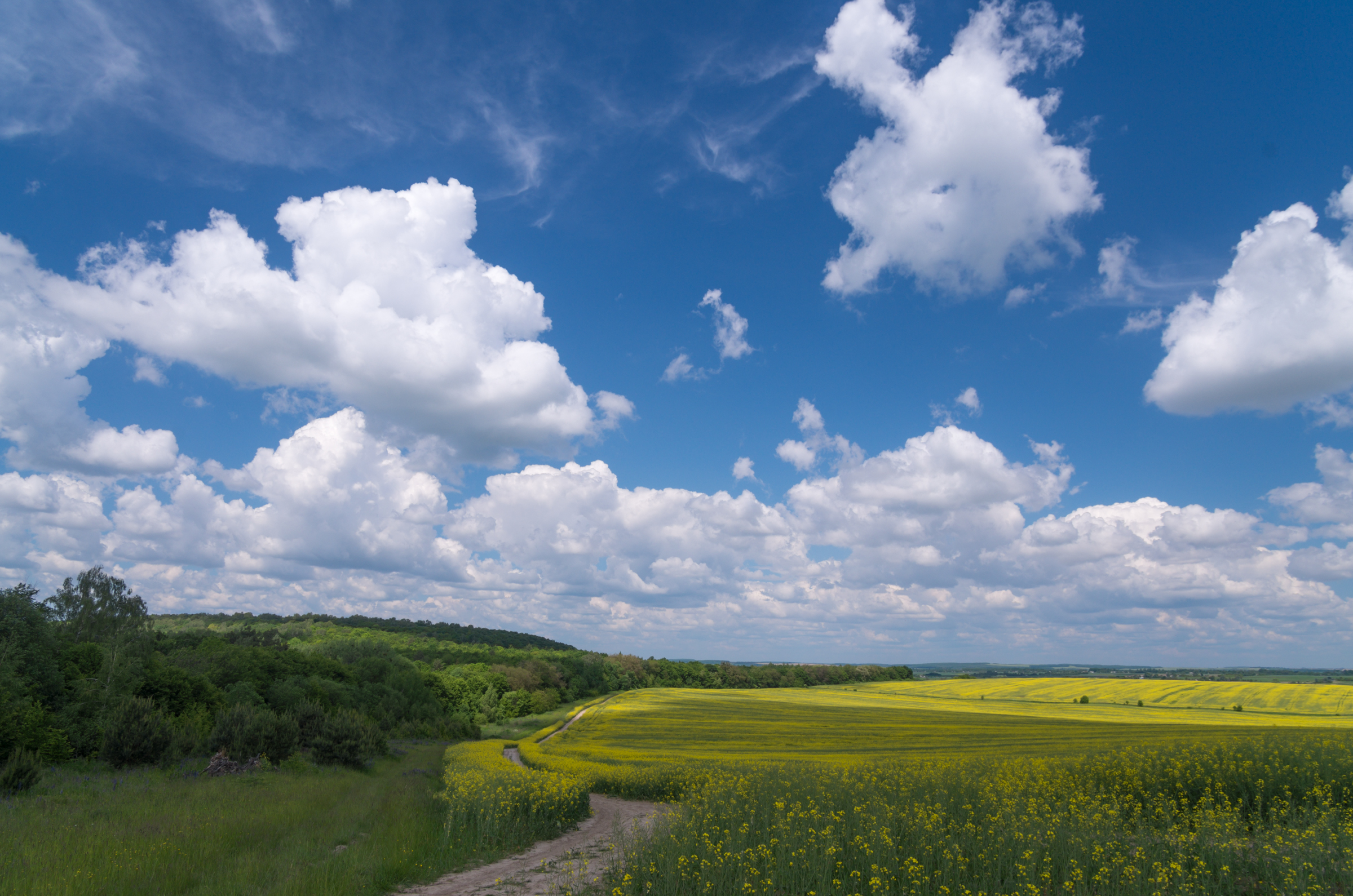
Південна окраїна Рівненського плато, неподалік від села Стеблівка (Здолбунівський район)

Рі́вненське плато́ — північна частина Волинської височини. Розташоване в межиріччі Стиру й Ікви та Горині, в Рівненській області (у межах Рівненського, Млинівського, Дубенського, Здолбунівського, Острозького та Гощанського районів). Відділене від Повчанської височини (на південному заході) долиною річки Ікви, а від Гощанського плато (на сході) — долиною річки Горині. На півдні межує з Мізоцьким кряжем, на півночі — з Поліською низовиною.
Загальний похил плато — з півдня (висоти до 290 м) на північ (220–250 м). Поверхня розчленована, зокрема річками Стубла і Устя. Розвинені увалисто-балкові форми рельєфу. В межах плато виділяється інтенсивно розчленована балками Острозька височина.
Рівненське плато складається з крейдових порід, перекритих лесами. Більшість території освоєна під сільськогосподарські угіддя (розораність перевищує 70%). Під дубовими та дубово-грабовими лісами (лісистість становить 6%) формуються чорноземи опідзолені та сірі лісові ґрунти.